# Changampuzha Krishna Pillai
Changampuzha Krishna Pillai (en malabar, ചങ്ങമ്പുഴ കൃഷ്ണപിള്ള, 11 de octubre de 1911-17 de junio de 1948) poeta de la India de la lengua malabar.

## Biografía
Nació en una familia de clase media baja en Edappally en el distrito de Ernakulam, Kerala. Murió el 17 de junio de 1948.

## Literatura
Comenzó a escribir muy temprano en su vida y se hizo famoso en su época de estudiante.  Era un poeta romántico y ha escrito más de 57 libros..Su obra maestra es la elegía pastoral 'Ramanan'. Ha vendido más de 100.000 coies hasta ahora.